# Hiroki Hasegawa
Hiroki Hasegawa (長谷川 博己, Hasegawa Hiroki), surnommé Hasehiro-sama (ハセヒロ様), né le 7 mars 1977 à Tokyo, est un acteur japonais de théâtre, de cinéma et de télévision. Formé comme acteur de théâtre au Bungakuza après avoir été diplômé de l'Université Chuo, il commence à apparaître à la télévision japonaise dans de petits rôles en 2008, puis au cinéma en 2011.

## Filmographie

### Télévision
| Année   | Titre                                 | Rôle               | Notes                   | Ref.  |
| ------- | ------------------------------------- | ------------------ | ----------------------- | ----- |
| 2010    | Second Virgin                         | Kō Suzuki          |                         | [ 3 ] |
| 2011    | Kaseifu no Mita                       | Keiichi Asuda      |                         |       |
| 2011    | Suzuki Sensei                         | Suzuki Sensei      | Rôle principal          |       |
| 2013    | Yae no sakura                         | Kawasaki Shōnosuke | Taiga drama             | [ 4 ] |
| 2013    | Kumo no Kaidan                        | Saburō             | Rôle principal          | [ 5 ] |
| 2015    | Dating: What's It Like to Be in Love? | Takumi Taniguchi   |                         | [ 6 ] |
| 2016    | Soseki Natsume and his Wife           | Natsume Sōseki     | Mini-série              | [ 3 ] |
| 2016    | Gokumon tō                            | Kosuke Kindaichi   | Rôle principal; film TV | [ 7 ] |
| 2018–19 | Mampuku                               | Manpei Tachibana   | Asadora                 | [ 3 ] |
| 2020–21 | Kirin ga kuru                         | Akechi Mitsuhide   | Taiga drama             | [ 8 ] |
| 2024    | Antihero                              | Masaki Akizumi     | Rôle principal          | [ 9 ] |

### Film
| Année | Titre                                 | Rôle               | Notes                           | Ref.   |
| ----- | ------------------------------------- | ------------------ | ------------------------------- | ------ |
| 2011  | Second Virgin                         | Kō Suzuki          |                                 |        |
| 2013  | Why Don't You Play in Hell?           | Hirata             |                                 |        |
| 2014  | Princess Jellyfish                    | Shū Koibuchi       |                                 |        |
| 2014  | Lady Maiko                            | Noritsugu Kyōno    |                                 |        |
| 2015  | Love and Peace                        | Ryōichi Suzuki     | Rôle principal                  |        |
| 2015  | Mozu                                  | Kazuo Higashi      |                                 |        |
| 2015  | Kono Kuni No Sora                     | Ichige             |                                 |        |
| 2015  | L'Attaque des Titans                  | Shikishima         |                                 |        |
| 2016  | Sêrâ-fuku to kikanjû: Sotsugyô        | Tsukinaga          |                                 |        |
| 2016  | Shin Godzilla                         | Rando Yaguchi      | Rôle principal                  | [ 10 ] |
| 2016  | Double Life                           | Shirō Ishizaka     |                                 | [ 11 ] |
| 2017  | Avant que nous disparaissions         | Sakurai            |                                 | [ 12 ] |
| 2018  | Asian Three-Fold Mirror 2018: Journey | Suzuki             | Rôle principal; segment Hekishu | [ 13 ] |
| 2019  | Another World                         | Eisuke             |                                 | [ 14 ] |
| 2019  | Samurai Marathon                      | Itakura Katsuakira |                                 | [ 15 ] |
| 2022  | Hai, oyogemasen                       | Yūji Takanashi     | Rôle principal                  | [ 16 ] |
| 2023  | La chambre des merveilles             | Assistant éditeur  |                                 | [ 17 ] |
| 2023  | Revolver Lily                         | Yoshiaki Iwami     |                                 | [ 18 ] |

### Jeux vidéo
| Année | Titre                          | Rôle           | Notes | Ref.   |
| ----- | ------------------------------ | -------------- | ----- | ------ |
| 2024  | Like a Dragon: Infinite Wealth | Masataka Ebina |       | [ 19 ] |

## Récompenses et distinctions
| Année | Prix                                                                       | Catégorie                           | Oeuvre(s)       | Résultat   | Ref.   |
| ----- | -------------------------------------------------------------------------- | ----------------------------------- | --------------- | ---------- | ------ |
| 2012  | 35ème Prix du film de l'Académie japonaise                                 | Révélation de l'année               | Second Virgin   | Lauréat    | [ 20 ] |
| 2012  | 36ème Prix de Elan d'or                                                    | Révélation de l'année               | Lui-même        | Lauréat    | [ 21 ] |
| 2012  | 5ème Prix dramatique de Tokyo au Festival international de théâtre à Tokyo | Meilleur acteur dans un second rôle | Kaseifu no Mita | Lauréat    | [ 22 ] |
| 2017  | 40ème Prix du film de l'Académie japonaise                                 | Meilleur acteur                     | Shin Godzilla   | Nomination | [ 23 ] |
| 2020  | 74ème prix du film Mainichi                                                | Meilleur acteur dans un second rôle | Another World   | Nomination | [ 24 ] |
| 2021  | 24ème Grand Prix Nikkan Sports Drama                                       | Meilleur acteur                     | Kirin ga kuru   | Lauréat    | [ 25 ] |